# Omul zilei
Omul zilei este un film românesc din 1997 regizat de Dan Pița. Rolurile principale sunt interpretate de actorii Ștefan Iordache, Alina Chivulescu, George Mihăiță, Maia Morgenstern și Victor Rebengiuc. Titlul de lucru al filmului a fost Natură moartă. 

## Distribuție
- Ștefan Iordache — Andrei Lăzărescu, un om de afaceri prosper, șef de partid politic și deputat[1]
- Alina Chivulescu — Ana Nicolau, o tânără dansatoare de bar, iubita lui Lăzărescu
- George Mihăiță — col. (r.) Florentin Mardare, fost ofițer de securitate, consilierul lui Lăzărescu
- Maia Morgenstern — Florica Cernea, o procuroare intransigentă care încearcă să descopere adevărul în cazul accidentului−crimă
- Victor Rebengiuc — gen. Vlădescu, poreclit „Rechinul”, fost ofițer de securitate și apoi consilier prezidențial, adversarul politic și de afaceri al lui Lăzărescu
- Cristian Iacob — Cristian Munteanu, saxofonist la barul de noapte de la Sinaia, un vechi prieten al Anei
- Vlad Rădescu — Nelu Coman, deputat și om de afaceri, un om politic influent din anturajul lui Lăzărescu
- Costel Constantin — Nadin, patronul restaurantului−cabaret „Alhambra”
- Vladimir Găitan — avocatul lui Lăzărescu, membru al comitetului director al partidului
- George Alexandru — cpt. Petrișor, ofițer la Serviciul Circulație al Poliției Române
- Liana Ceterchi — doamna Lăzăreanu, sora saxofonistului
- Șerban Celea — redactorul șef al unui ziar, apropiat al lui Lăzărescu
- Robert Mușatescu — Stepan („Stiopa”) Mihalciuc, dansator la barul de noapte de la Sinaia, fostul iubit al Anei
- Mihai Niculescu — deputat, membru al comitetului director al partidului
- Liviu Crăciun — membru al comitetului director al partidului
- Monica Davidescu — Dana, secretara deputatului Lăzărescu
- Constantin Drăgănescu — membru al comitetului director al partidului
- Ion Haiduc — membru al comitetului director al partidului
- Mircea Constantinescu — membru al comitetului director al partidului
- Doru Ana — George, directorul uneia din firmele lui Lăzărescu
- Păstorel Ionescu — dansator la restaurantul−cabaret „Alhambra”
- Lucian Iancu — proprietarul barului de noapte de la Sinaia (menționat Iancu Lucian)
- Nicolae Iliescu — membru al comitetului director al partidului
- Alin Câmpan
- Papil Panduru — membru al comitetului director al partidului
- Lia Bugnar — Marina, coafeza care o îngrijește pe Ana
- Dana Săvuică — dansatoare la barul de noapte de la Sinaia
- Ioana Moldovan — reporteriță de televiziune
- Mariana Liurca
- Bogdan Vodă
- Alexandru Jitea — Nelu, detectivul care îl urmărește pe Munteanu
- Ion Bechet
- Marian Gheorghe
- Marian Chirvase
- Petrache Petre
- Alexandru Georgescu — consilierul gen. Vlădescu
- Emil Mureșan
- Adrian Drăgușin

## Primire
Filmul a fost vizionat de 45.265 de spectatori în cinematografele din România, după cum atestă o situație a numărului de spectatori înregistrat de filmele românești de la data premierei și până la data de 31 decembrie 2014 alcătuită de Centrul Național al Cinematografiei.